# 長春社
長春社(The Conservancy Association) は、1968年に設立された、香港で最も古くから活動をしている非政府の環境団体。
持続可能な開発を擁護するこの協会は、環境の保護と自然・文化遺産の保全を進めている。また現世代だけでなく次世代の生活の質を高めることを目指している。さらに、香港が地域・世界レベルの環境責任をきちんと担う方法を提言してもいる。この協会の主な活動内容は、適切な政策の提言、政府活動のモニタリング、環境教育の振興、住民参加の先導など。